# Gorzyczany
Gorzyczany – wieś w Polsce położona w województwie świętokrzyskim, w powiecie sandomierskim, w gminie Samborzec.
| SIMC    | Nazwa | Rodzaj    |
| ------- | ----- | --------- |
| 0806772 | Dwór  | część wsi |

## Opis
Wieś położona jest w dolinie rzeki Gorzyczanki pomiędzy wysoką krawędzią wyżyny samborzeckiej, wsiami Żuków i Bystrojowice a linią wzniesienia dużego pasma lessowego od strony wsi Szewce i Chobrzany.
Od północy wieś Gorzyczany graniczy z Żukowem (1 km) i Bystrojowicami (0,5 km), od zachodu z Chobrzanami (0,5 km), od południa z miejscowością Sośniczany (2 km), a od wschodu z wioskami Szewce (1 km) i Samborzec (2 km). Wieś położona jest w województwie świętokrzyskim, w powiecie sandomierskim, w gminie Samborzec. Zajmuje powierzchnię 529,26 ha, z tego powierzchnia użytków rolnych wynosi 503 ha. Na użytki rolne składają się w większości sady, ogrody i grunty rolne.

## Historia
Gorzyczany, wieś nad rzeką Gorzyczanką, położona w odległości jednej mili od Wisły, powiat sandomierski, gmina Samborzec, parafia Chrobrzany.
Wieś posiada rodowód sięgający XI wieku. Dowodem są wykopaliska monet polskich z XI wieku, a także wendyjskich na terenie wsi.
Z XIV wieku pochodzi zapis transakcji dokonanej przez Piotra, dziedzica Gorzyczan, który w roku 1366 sprzedaje łąkę we wsi Szewce opatowi koprzywnickiemu za 8 grzywien. Wymieniona jest także wieś w dokumencie. z 1362 r. (Kodeks małopolski, T. I s.312 i III, s.198)
Za czasów Długosza (Liber beneficiorum II,380) Gorzyczany należały do Alberta Strachoty Gorzyckiego herbu Starykoń i Mikołaja Chroberskiego herbu Topór.
Według spisu miast, wsi, osad Królestwa Polskiego z 1827 roku było tu 37 domów i 220 mieszkańców. W roku 1881 wieś liczyła 52 domy i 400 mieszkańców.
Folwark Gorzyczany z attynencyą Chrapy i wsiami: Gorzyczany i Koćmierzów został nabyty w roku 1874 za kwotę 39000 rubli srebrnych. Rozległość dominialna dóbr wynosiła 643 mórg,
W latach 1954–1959 wieś należała i była siedzibą władz gromady Gorzyczany, po jej zniesieniu w gromadzie Samborzec.

## Dawne części wsi – obiekty fizjograficzne
W latach 70. XX wieku przyporządkowano i opracowano spis lokalnych części integralnych dla Gorzyczan
| Nazwa wsi – miasta   | Nazwy części wsi – miasta              | Nazwy obiektów fizjograficznych – charakter obiektu |
| -------------------- | -------------------------------------- | --- |
| I. Gromada SAMBORZEC |                                        | |
| 1. Gorzyczany        | 1. Dwór 2. Młyn 3. Rogatki 4. Siennica | 1. Brzeziny – pole 2. Dąbki – pole 3. Góra – pole 4. Grabki – pole 5. Kocot – pole 6. Piaski – pole 7. Połczyńska Góra – pole, nieużytki 8. Przymiarki – pole 9. Rogatki – łąka, pole 10. Siennica – pole, łąka 11. Wąskie – pole 12. Zamoście – pole, łąka 13. Zawale – pole |